# Boigny-sur-Bionne
Boigny-sur-Bionne település Franciaországban, Loiret megyében. Lakosainak száma 2106 fő (2022. január 1.). Boigny-sur-Bionne Chécy, Mardié, Marigny-les-Usages, Saint-Jean-de-Braye, Traînou és Vennecy községekkel határos.

## Népesség
A település népességének változása:
| Lakosok száma | 276  | 1516 | 1619 | 2106 | 2183 | 2174 | 2128 | 2094 | 2105 | 2106 |
|               | 1968 | 1982 | 1990 | 2006 | 2013 | 2015 | 2017 | 2019 | 2020 | 2022 |